# 林水镜
林水鏡（1956年2月28日—），印尼華裔男子羽毛球運動員，籍貫福建莆田西天尾鎮後黃村。林水鏡曾經三度獲得全英公開賽男子單打冠軍（1978、1979、1981）、1982年世界盃男單冠軍，他在男子雙打的表現同樣出色，除了多次獲得個人比賽冠軍之外，還曾經多次在湯姆斯盃同時兼項單打和雙打，帶領印尼隊三度捧起冠軍獎盃（1976、1979、1984），被視為繼梁海量之後又一位印尼「國寶」。
林水鏡與丹麥的摩丹·佛洛斯特、中國的韓健、欒勁以及印度的普拉卡什·帕都恭被視為當時世界最頂尖的男子單打運動員，而他也以招牌的雙腳起跳殺球聞名於世。

## 生平
林水镜的父亲林天宝在18歲時前往印尼發展，在當地學到羽毛球技術，並曾多次獲獎。林水鏡共有七個姊妹，還有一位因為意外夭折的兄弟，其中兩位姐姐梅加·伊納瓦蒂（Megah Inawati）與梅加·伊達瓦蒂（Megah Idawati）曾經代表印尼出戰1966年優霸盃。小學階段林水鏡曾經在當地的中文學校就讀。林水鏡在1974年奪得全國冠軍之後成為印尼公民，他的姊姊便為他取了一個印尼名字「Guntur」（意為雷電、雷聲），但在公開場合與賽場上，人們依舊以他的中文姓名稱呼他，根據林水鏡的體能訓練師所述，這是因為「King」的發音比「Guntur」更加簡單易記。

## 職業生涯
林天宝要求他的子女持續進行五年的每日晨跑，林水鏡在父亲的指导下打下羽毛球技术的基础。林水鏡14歲在家鄉古突士參加比賽時，丁香煙企業針記的經營者黃輝聰感受到林水鏡的天賦，因而邀請他加入針記羽毛球俱樂部。在接受系統的訓練之後，林水鏡開始以他節奏快速的比賽風格在當地的青年賽事中用壓倒性的實力橫掃其他對手。
1972年，15歲的林水鏡已經成為中爪哇省的青少年錦標賽冠軍。同年11月，他在第一屆的雅加達公開賽參加生涯第一場國際比賽，最後取得1勝1負的成績。不久之後他又參加另一場比賽，除了男單項目以外，也與他的童年好友陳金德搭檔參加男雙賽事，最後雙雙奪冠。在取得這次的好成績之後，林水鏡就讀的高中為他免除了學校學費。1973年，林水鏡加入中爪哇省羽毛球隊，並參加第八屆印尼全國運動會，最終在決賽敗於國家隊隊員伊耶·蘇米拉特。

### 叱吒羽壇
1974年，還在就讀高中的林水鏡奪得生涯第一個全國冠軍，並在該年參加人生第一場在全英羽毛球公開賽的比賽。自此開始，他先後在1976年和1977年的決賽分別敗於前輩梁海量與丹麥的弗來明·戴夫斯。在接下來的1978年與1979年的決賽中，林水鏡再次與同樣的兩名對手遭遇，這次他都以直落二擊敗對手完成在全英公開賽的二連霸。1980年和1981年的決賽再次上演相同的戲碼，林水鏡在前一年敗於印度的普拉卡什·帕都恭，並在一年之後再次從同一人手中奪回桂冠，並達成連續六年闖入全英公開賽決賽的成就。相較於在全英公開賽上的成就，林水鏡在世界羽毛球錦標賽男子單打則只有拿過兩次亞軍。他曾經在1980年的第二屆世界羽毛球錦標賽決賽中，以 15-9、15-9 敗於隊友梁海量，並在第三屆世錦賽時捲土重來，卻又在決賽敗於印尼的後起之秀伊薩克·蘇吉亞托。
林水鏡作為單打主力，在1976年與1979年的湯姆斯盃幫助印尼隊連續兩屆稱霸湯姆斯盃。

### 轉戰雙打
隨著年齡逐漸增大，林水鏡開始難以在單打項目上維持出色表現。1984年，林水鏡時隔三年再次闖入全英公開賽決賽，最終以 15-9、10-15、10-15 先勝一局的情況下遭到丹麥的摩丹·佛洛斯特逆轉而落敗。此後，林水鏡決定將重心放在雙打項目，他先後與陳金德、洪忠中、葉忠明等人搭配，並先後拿下多次世界大賽冠軍，包括在1984年至1986年連續三屆稱霸羽毛球世界盃，與1987年東南亞運動會等個人賽事的男雙冠軍，以及1985年世界羽毛球錦標賽銅牌。
林水鏡的轉戰雙打後的成績依舊亮眼，也時常在此後的湯姆斯盃團體賽中兼項單打和雙打項目，但是也因為年齡與兼項的關係成為其對手針對的目標。在1986年湯姆斯盃決賽，印尼隊與中國隊再次碰頭，林水鏡則同時兼項第三點單打與第五點雙打，當時中國隊教練侯加昌遂賦予隊員熊國寶在第三點的單打比賽中盡量消耗林水鏡體力的任務，讓對手在第五點雙打時沒有足夠體力應付比賽。最後林水鏡以 13-15、13-15 敗於熊國寶，與葉忠明搭檔的雙打也以直落二敗於李永波/田秉毅，印尼在該屆湯姆斯盃因此以亞軍作收。
1988年，林水鏡認為自己在羽毛球已經沒有遺憾，決定從世界羽壇退役並從商，在雅加達經營旅館與水療生意與往房地產領域發展:342。
2002年，林水鏡與中國的陳玉娘、侯加昌、湯仙虎、韓國的金文秀以及日本的湯木博惠一同入選羽毛球世界聯會名人堂，成為印尼第四位入選者。

## 风格與評價
雙腳起跳殺球是羽毛球運動中，男性選手較常使用的侵略性球路，儘管對於這個動作的創始者是誰眾說紛紜，林水鏡被公認為令這個動作普及的使用者。相較於當時多數選手使用單腳起跳，在起跳過程中完成在球場上的移動以快速地回擊羽毛球，林水鏡的招牌跳殺則是快速向後至定位，再以雙腳垂直起跳完成。在起跳之前，林水鏡的雙腳在原地穩定微蹲，以此積蓄垂直起跳時的爆發力；起跳之後，在空中攔截並以猛烈的鞭打回擊羽毛球，或改以切球欺騙認為他會進攻的對手。藉由在高點攔截羽毛球，使林水鏡能夠擊出更加刁鑽的球路。林水鏡的身高在羽毛球選手中並不突出，因此每次起跳時都會在身體與地面之間製造較大的空間，對現場觀眾而言最具觀賞性的一幕。
隨著林水鏡的人氣逐漸升高，球迷開始將他名字中的「King」與殺球的英文「Smash」做結合，稱呼林水鏡的招牌跳殺為「King Smash」。林水鏡的雙腳起跳殺球在他的年代屬於較為進步的動作，時至今日已經成為職業男子羽毛球男子運動員的基本進攻技術之一。
與他同時期的印度選手普拉卡什·帕都恭評論林水鏡的壓迫同時具備速度與侵略性，是在當時速度最快的選手之一，並評論林水鏡的力量雖然沒有梁海量強大，但依舊為他在球場上的勝利貢獻良多。

## 主要比賽成績

### 單打
| 年份   | 成績 | 賽事                   | 對手              |
| ------ | ---- | ---------------------- | ----------------- |
| 1974年 | 銅牌 | 亞洲運動會羽毛球比賽   | 侯加昌            |
| 1976年 | 亞軍 | 全英羽毛球公開賽       | 梁海量            |
| 1977年 | 亞軍 | 全英羽毛球公開賽       | 弗來明·戴夫斯     |
| 1977年 | 冠軍 | 東南亞運動會羽毛球比賽 | 達尼·薩地卡       |
| 1977年 | 冠軍 | 瑞典羽毛球公開賽       |                   |
| 1978年 | 冠軍 | 全英羽毛球公開賽       | 梁海量            |
| 1978年 | 冠軍 | 丹麥羽毛球公開賽       | 托马斯·希尔斯特伦 |
| 1978年 | 金牌 | 亞洲運動會羽毛球比賽   | 韓健              |
| 1979年 | 冠軍 | 羽毛球世界盃           | 伊耶·蘇米拉特     |
| 1979年 | 冠軍 | 全英羽毛球公開賽       | 弗來明·戴夫斯     |
| 1980年 | 亞軍 | 全英羽毛球公開賽       | 普拉卡什·帕都恭   |
| 1980年 | 亞軍 | 世界羽毛球錦標賽       | 梁海量            |
| 1981年 | 冠軍 | 全英羽毛球公開賽       | 普拉卡什·帕都恭   |
| 1981年 | 銅牌 | 世界運動會羽毛球比賽   | 摩丹·佛洛斯特     |
| 1981年 | 冠軍 | 東南亞運動會羽毛球比賽 | 洪忠和            |
| 1982年 | 冠軍 | 羽毛球世界盃           | 米斯本·西迪       |
| 1982年 | 銀牌 | 亞洲運動會羽毛球比賽   | 韓健              |
| 1983年 | 冠軍 | 馬來西亞羽毛球公開賽   | 洪忠和            |
| 1983年 | 冠軍 | 印尼羽毛球公開賽       | 洪忠和            |
| 1983年 | 亞軍 | 世界羽毛球錦標賽       | 伊薩克·蘇吉亞托   |
| 1984年 | 亞軍 | 全英羽毛球公開賽       | 摩丹·佛洛斯特     |
| 1984年 | 亞軍 | 日本羽毛球公開賽       | 摩丹·佛洛斯特     |
| 1984年 | 亞軍 | 世界羽毛球大奖赛总决赛 | 摩丹·佛洛斯特     |

### 雙打
| 年份   | 成績 | 賽事                   | 搭檔   | 對手                              |
| ------ | ---- | ---------------------- | ------ | --------------------------------- |
| 1984年 | 冠軍 | 羽毛球世界盃           | 陳金德 | 李永波 田秉毅                     |
| 1985年 | 季軍 | 世界羽毛球錦標賽       | 陳金德 | 金文秀 朴柱奉                     |
| 1985年 | 金牌 | 東南亞運動會羽毛球比賽 | 陳金德 | 拉昔夫·西迪 賈蘭尼·西迪           |
| 1985年 | 亞軍 | 羽毛球世界盃           | 陳金德 | 李永波 田秉毅                     |
| 1986年 | 冠軍 | 羽毛球世界盃           | 葉忠明 | 陳財富 洪忠中                     |
| 1986年 | 銅牌 | 亞洲運動會羽毛球比賽   | 葉忠明 | 李永波 田秉毅                     |
| 1987年 | 冠軍 | 中華台北羽球公開賽     | 洪忠中 | 斯特凡·卡爾森 馬克·克里斯滕森     |
| 1987年 | 金牌 | 東南亞運動會羽毛球比賽 | 洪忠中 | 薩維·宗希歐拉斯美 薩卡拉皮·松薩里 |

## 特殊成就
- 1986年，世界羽聯傑出服務獎[15]
- 2002年，羽毛球世界聯會名人堂

## 相關作品

### 電影
- 《King》[a 4]，講述林水鏡的故事。
- 《Sakura dalam Pelukan》，出演男主角[a 5]:155。

### 自傳
- 《Panggil aku King》，（英語：Call Me, King）[a 3]

## 軼聞
2013年，時值陶菲克即將退役，年屆56歲的林水鏡為了激勵年輕選手而在接受印尼當地媒體採訪時，宣稱“給我二十歲的體能和身軀，我就能打敗林丹和李宗偉。”並說“21分制講求速度，但球員的防守也很重要。一旦掌握技巧，就算是年輕球員，也可以從容應付。”。

### 備註
1. ↑  當時印尼政府鼓勵華人使用印尼姓名，但是卻規定沒有印尼公民身分的華人不准使用[6][7][a 2]:91，詳見印度尼西亞華人與印尼華人國籍問題。

### 網路來源
1. ↑  （简体中文）. 竞报. 2005-05-11  [2018-01-10]. （原始内容存档于2017-12-28）.
2. 1 2 3 4 5  （英文）. BWF Virtual Museum.   [2017-12-28]. （原始内容存档于2017-12-29）.
3. 1 2 3 4  （印尼文）. PB DJARUM.   [2017-12-30]. （原始内容存档于2020-10-28）.
4. ↑  （简体中文）. 海峡都市报. 2013-10-10  [2018-01-10]. （原始内容存档于2018-01-10）.
5. ↑  （简体中文）. 新浪体育. 2013-01-09  [2018-01-10]. （原始内容存档于2020-04-27）.
6. ↑  （繁體中文）. 印尼語.   [2017-12-29]. （原始内容存档于2018-01-11）.
7. ↑  （简体中文）. 印尼國際日報. 2015-09-16  [2018-01-10]. （原始内容存档于2018-01-11）.
8. ↑  （简体中文）. 八闽新闻. 2017-12-21  [2018-01-10]. （原始内容存档于2019-08-13）.
9. 1 2  （印尼文）. liemswieking.com.   [2018-01-10]. （原始内容存档于2018-01-09）.
10. ↑  （简体中文）. 搜狐體育. 2017-06-28  [2018-01-11]. （原始内容存档于2019-11-29）.
11. ↑  （简体中文）. 新浪體育. 2015-04-13  [2018-01-11]. （原始内容存档于2019-08-07）.
12. 1 2  （印尼文）. ANTARA News. 2009-06-09  [2018-01-10]. （原始内容存档于2018-01-10）.
13. ↑  （英文） (PDF), BWF,   [2017-12-29], （原始内容 (PDF)存档于2017-12-29）
14. 1 2  （繁體中文）. 勝利體育.   [2018-01-10]. （原始内容存档于2019-09-17）.
15. ↑  （英文） (PDF), BWF,   [2017-12-29], （原始内容 (PDF)存档于2017-12-29）
16. ↑  （简体中文）. 北青網. 2013-01-10  [2018-01-10]. （原始内容存档于2017-12-29）.

### 其他文獻
1. ↑  Suryadinata, Leo. . 新加坡: Institute of Southeast Asian Studies. 2012  [2018-01-10]. ISBN 9789814345217. （原始内容存档于2018-01-11）.（英文）
2. ↑  Suryadinata, Leo. . 新加坡: Published for Centre for Advanced Studies, Faculty of Arts and Social Science, NUS by Singapore University Press, National University of Singapore. 1993  [2018-01-11]. ISBN 9789971691868. （原始内容存档于2018-01-11）.（英文）
3. 1 2  Liem, Swie King. . 雅加達: Penerbit Buku Kompas. 2009  [2018-01-10]. ISBN 9789797094218. （原始内容存档于2018-01-10）.（印尼文）
4. ↑  互联网电影数据库（IMDb）上《King (2009)》的资料（英文）
5. ↑  Suryadinata, Leo. . 新加坡: Institute of Southeast Asian Studies. 2015  [2018-01-10]. ISBN 9789814620505. （原始内容存档于2018-01-10）.（英文）